# Pardosa cribrata catalonica
Pardosa cribrata là một phân loài nhện trong họ Lycosidae.
Loài này thuộc chi Pardosa. Pardosa cribrata catalonica được Eugène Simon miêu tả năm 1937.